# I-SPORTS
『i-SPORTS』（アイ・スポーツ）は、2000年12月4日から2003年3月28日までBS-i （現・BS-TBS）で放送されたスポーツニュース番組。スタジオからの生放送。データ放送実施。

## 概要
地上波のスポーツニュースでは伝えきれないスポーツ情報も余すことなく伝えることをコンセプトにした番組で、メインキャスターにはスポーツ界出身の女性タレントを、サブキャスターにはTBSの男性アナウンサーを主に起用していた。また、ゲストには毎回現役スポーツ選手やスポーツライター、スポーツ生理学者などを招いていた。ほか、毎週金曜には彼らとは別のゲストキャスターを招いていた。演出にはヴァーチャルスタジオを導入し、番組生放送中のスタジオとマスコットキャラクターのCGをリアルタイムで合成するという手法を採っていた。
この番組と並行して、毎週土曜と日曜には週末版の『i-SPORTS Heart-Beat Weekend』が放送されていた。同番組はこのi-SPORTSの名を冠してはいたものの、スポーツ情報のみならず音楽情報も取り上げたり、田村優のCDデビューを賭けた企画を実施したりと娯楽情報番組色が強く、スポーツ一辺倒の平日版とはかなりの差別化が図られていた。また、同番組はこのi-SPORTSとは違い、三菱自動車の一社提供で放送されていた。i-SPORTSは2003年3月28日放送分をもって終了したが、週末版はその後も半年間続けて放送されていた。

## 放送時間
時刻はいずれもJST。
- 毎週月曜 - 金曜 22:00 - 23:00 （2000年12月 - 不明）
- 毎週月曜 - 金曜 22:00 - 22:54 （不明 - 2003年3月）

## 出演者

### メインキャスター
- 小谷実可子
- 中田久美
- 渡辺伴子
- 竹山まゆみ（フリーアナウンサー）

### サブキャスター
- 志賀大士（当時TBSアナウンサー）

### コメンテーター
- 川口和久

### マスコットキャラクター
- スパイス（BS-iバーチャルキャラクター） - 週末版のマスコットを務めていた「ハービー」とは生き別れの兄弟という設定。